# Дронов, Анатолий Фёдорович
Анато́лий Фёдорович Дро́нов (27 июля 1936, Боровое — 25 мая 2024, Москва) — российский детский хирург, профессор кафедры РНИМУ им. Н. И. Пирогова. Доктор медицинских наук.

## Биография
Анатолий Фёдорович Дронов родился 27 июля 1936 года в посёлке Боровое Воронежской области.
Детский хирург. Профессор кафедры РНИМУ им. Н. И. Пирогова.
Анатолий Фёдорович скончался 25 мая 2024 года. Похоронен на Нахабинском кладбище.

### В медицине
Анатолий Фёдорович — родоначальник детской диагностической и оперативной лапароскопии в России.
Им впервые (в России) были выполнены лапароскопические операции:
- аппендэктомия при остром аппендиците,
- холецистэктомия,
- спленэктомия.

Лапароскопический адгезиолизис при острой поздней спаечной кишечной непроходимости и лапароскопическая дезинвагинация А. Ф. Дроновым выполнены впервые в мировой практике в 1981 году.
Им была разработана специальная методика лапароскопического исследования в условиях пареза кишечника и выраженного спаечного процесса в брюшной полости. Эта разработка широко применяется не только детскими хирургами, но и хирургами общего профиля, так как она сводит к минимуму возможность повреждения магистральных сосудов и петель кишечника.

## Научная и общественная деятельность
Под руководством А. Ф. Дронова было подготовлено и защищено 12 докторских и 27 кандидатских диссертаций.

Профессор многкратно выступал с докладами на всероссийских конгрессах, съездах, симпозиумах, в обществе хирургов Москвы. Он неоднократно представлял научные достижения отечественной педиатрии на международных конгрессах специалистов.

## Публикации
А. Ф. Дронов опубликовал 365 работ: научные работы, статьи в журналах, 14 монографий, в то числе:
- «Острый аппендицит в детском возрасте»,
- «Эндоскопическая хирургия у детей»,
- «Хирургические болезни детского возраста» (в соавторстве);

## Награды
Анатолий Федорович Дронов — заслуженный деятель науки РФ.
- Премия им. Н. И. Пирогова за книгу «Эндоскопическая хирургия у детей»;
- Национальная премия лучшим врачам России «Призвание» за создание нового направления в медицине (2004 год).

## Членства
- Член правления Общества хирургов России,
- Член правления Науч. общ-ва эндоскопических хирургов России,
  - Член редколлегии журналов:
  - «Хирургия»,
  - «Детская хирургия»,
  - «Эндоскопическая хирургия».